# Ван де Бек, Донни
До́нни ван де Бек (нидерл. Donny van de Beek; родился 18 апреля 1997 года в Нейкеркервене, Нидерланды) — нидерландский футболист, полузащитник испанского клуба «Жирона». Бывший игрок сборной Нидерландов.
В 2008 году присоединился к академии «Аякса». В 2015 году дебютировал в составе нидерландского клуба в матче Лиги Европы против шотландского клуба «Селтик». В сезоне 2016/17 был включён в состав «команды недели» в Лиге Европы. «Аякс» дошёл до финала, но проиграл в нём английскому «Манчестер Юнайтед». В течение сезона 2017/18 ван де Бек стал одним из игроков основного состава своей команды, забив по его итогам 13 голов. После окончания сезона 2018/19, в котором «Аякс» вышел в полуфинал Лиги чемпионов УЕФА, ван де Бек был включён в список из 30 номинантов на награду «Золотой мяч».
Ван де Бек представлял Нидерланды на молодёжном уровне, выступив в командах до 17, до 19, до 20 лет и до 21 года. 14 ноября 2017 года дебютировал в составе главной сборной своей страны.

## Клубная карьера

### Ранние годы
Ван де Бек — воспитанник футбольной академии клуба «Венсе Бойс», в котором когда-то играл его отец, Андре. В 2008 году Донни перебрался в академию «Аякса».
В январе 2015 года впервые дебютировал в составе «Йонг Аякс» (резервная команда «Аякса») в первом дивизионе Нидерландов против «Спарты». Два месяца спустя главный тренер первой команды Франк де Бур включил Донни в состав на матч против «АДО Ден Хааг», однако в этом матче он так и не вышел на поле. В конце сезона 2014/15 ван де Бек был признан «талантом года» в «Аяксе».
В ноябре 2015 года Ван де Бек был включён в состав первой команды на матч Лиги Европы против шотландского клуба «Селтик». В этом матче нидерландец вышел на поле во втором тайме, заменив во втором тайме Лассе Шёне и тем самым произведя свой дебют, а «Аякс» одержал победу со счётом 2:1. Впоследствии сам игрок назвал свой дебют «прекрасным». Три дня спустя Донни впервые вышел в матче чемпионата Нидерландов, игра против «ПЕК Зволле» окончилась с победным счётом 2:0. В следующем месяце он забил свой первый гол за «Аякс», это произошло в матче против норвежского клуба «Молде» (1:1). Гол, забитый в этом матче, был признан лучшим голом месяца в клубе.
Нидерландское издание Voetbal International в январе 2016 года сообщило, что тренер команды де Бур был впечатлён выступлениями ван де Бека. 16 февраля Донни был официально переведён в первую команду. Однако в сезоне 2015/16 полузащитник продолжал регулярно выступать в составе «Аякса» до 19 лет.

### «Аякс»
В начале сезона 2016/17 новый главный тренер команды Петер Бос включил ван де Бека в состав «Аякса» на квалификационный матч Лиги чемпионов против греческого клуба ПАОК. Это произошло по нескольким причинам: Бос был впечатлён выступлением игрока на предсезонном турнире в Австрии, а также в связи с тем, что основные игроки команды Неманья Гудель и Ришедли Базур не могли принять участие в этом матче. 26 июля ван де Бек вышел в основном составе матча против греческого клуба, однако команды не смогли выявить победителя — 1:1. В ноябре полузащитник был включён в «команду недели» в Лиге Европы за свою игру в матче против «Панатинаикоса». В финале турнира против английского «Манчестер Юнайтед» ван де Бек заменил Лассе Шёне на 70-й минуте матча. «Аякс» проиграл со счётом 2:0.
Комментируя выступления ван де Бека перед сезоном 2017/18 нидерландская газета Algemeen Dagblad написала, что Донни успешно заменил Дэви Классена, недавно перешедшего в английский «Эвертон». В обоих матчах отборочного турнира Лиги чемпионов против французского клуба «Ницца» ван де Бек смог отличиться забитым мячом. В первом матче он забил уже 36-й минуте, воспользовавшись ошибкой, допущенной вратарём соперника, матч закончился со счётом 1:1. Во втором матче полузащитник забил на 26 минуте матча, который аналогично первому закончился ничьей — 2:2. 18 ноября ван де Бек забил свой первый хет-трик в матче против НАК Бреда (8:0). Всего же нидерландский полузащитник провёл 34 матча за «Аякс», в которых ему удалось забить 11 голов.
В сезоне 2018/19 нидерландский клуб смог выиграть свой первый чемпионский титул за пять лет, а также выйти в полуфинал Лиги чемпионов. Ван де Бек забил гол в ворота туринского «Ювентуса» 16 апреля во втором матче 1/4 финала турнира, тем самым позволив «Аяксу» обыграть итальянскую команду по сумме двух матчей. 7 мая он забил гол в матче против английского «Тоттенхэм Хотспур» в первом матче полуфинальной стадии турнира, в результате чего «Аякс» одержал победу со счётом 1:0, однако во втором матче нидерландский клуб потерпел поражение со счётом 3:2 и завершил своё выступление на турнире. После окончания данного сезона Донни ван де Бек был включён в список из 30 номинантов на награду «Золотой мяч».

### «Манчестер Юнайтед»
2 сентября 2020 года перешёл в «Манчестер Юнайтед» за 39 млн евро (34,7 млн фунтов); сумма трансфера может вырасти в будущем на 5 млн евро в виде различных бонусов. Ван де Бек подписал с английским клубом пятилетний контракт. Он выбрал для себя футболку с номером «34» в честь своего друга Абдельхака Нури, выступавшего в «Аяксе» под этим номером. 19 сентября 2020 года впервые сыграл за «Манчестер Юнайтед», выйдя на замену Полю Погба в матче Премьер-лиги против «Кристал Пэлас» и отметился забитым мячом в своей дебютной игре за клуб. В сезоне 2020/21 сыграл 19 матчей в Премьер-лиге и забил 1 мяч. Также сыграл 6 матчей в Лиге чемпионов УЕФА и три матча в Лиге Европы.
В сезоне 2022/23, после возвращения из аренды в «Эвертоне», почти не играл — 7 матчей в чемпионате Англии, 1 в Кубке и 2 в Лиге Европе. В сезоне 2023/24 также не мог пробиться в основу «Юнайтед».

#### Аренда в «Эвертоне»
31 января 2022 года ван де Бек был арендован «Эвертоном» до конца сезона 2021/22. Сыграл за «Эвертон» всего 7 матчей в чемпионате и забил 1 мяч.

#### Аренда в «Айнтрахт»
1 января 2024 года был арендован немецким «Айнтрахтом» до конца сезона с правом выкупа.

### «Жирона»
11 июля 2024 года перешёл в «Жирону», подписав с испанским клубом четырёхлетний контракт.

## Карьера в сборной
В 2014 году в составе юношеской сборной Нидерландов ван де Бек стал серебряным призёром юношеского чемпионата Европы на Мальте. На турнире он сыграл в матчах против команд Турции, Мальты, Шотландии и дважды Англии.
14 ноября 2017 года в товарищеском матче против сборной Румынии ван де Бек дебютировал за сборную Нидерландов. Нидерландский полузащитник вышел на поле в обоих матчах финальной стадии Лиги Наций 2018/19 против сборной Англии (3:1) и сборной Португалии (0:1), благодаря чему смог стать серебряным призёром данного турнира.

## Статистика выступлений
| Клуб              | Сезон            | Лига | Лига | Кубок | Кубок | Кубок лиги | Кубок лиги | Еврокубки | Еврокубки | Прочие | Прочие | Итого | Итого |
| Клуб              | Сезон            | Игры | Голы | Игры  | Голы  | Игры       | Голы       | Игры      | Голы      | Игры   | Голы   | Игры  | Голы  |
| ----------------- | ---------------- | ---- | ---- | ----- | ----- | ---------- | ---------- | --------- | --------- | ------ | ------ | ----- | ----- |
| Йонг Аякс         | 2014/15          | 6    | 0    | —     | —     | —          | —          | —         | —         | —      | —      | 6     | 0     |
| Йонг Аякс         | 2015/16          | 13   | 2    | —     | —     | —          | —          | —         | —         | —      | —      | 13    | 2     |
| Йонг Аякс         | 2016/17          | 16   | 6    | —     | —     | —          | —          | —         | —         | —      | —      | 16    | 6     |
| Йонг Аякс         | Итого            | 35   | 8    | —     | —     | —          | —          | —         | —         | —      | —      | 35    | 8     |
| Аякс              | 2015/16          | 8    | 0    | 0     | 0     | —          | —          | 2         | 1         | —      | —      | 10    | 1     |
| Аякс              | 2016/17          | 19   | 0    | 2     | 0     | —          | —          | 11        | 0         | —      | —      | 32    | 0     |
| Аякс              | 2017/18          | 34   | 11   | 1     | 0     | —          | —          | 4         | 2         | —      | —      | 39    | 13    |
| Аякс              | 2018/19          | 34   | 9    | 5     | 4     | —          | —          | 18        | 4         | —      | —      | 57    | 17    |
| Аякс              | 2019/20          | 23   | 8    | 3     | 0     | —          | —          | 10        | 2         | 1      | 0      | 37    | 10    |
| Аякс              | Итого            | 118  | 28   | 11    | 4     | —          | —          | 45        | 9         | 1      | 0      | 175   | 41    |
| Манчестер Юнайтед | 2020/21          | 19   | 1    | 4     | 0     | 4          | 0          | 9         | 0         | —      | —      | 36    | 1     |
| Манчестер Юнайтед | 2021/22          | 8    | 1    | 1     | 0     | 1          | 0          | 4         | 0         | —      | —      | 14    | 1     |
| Манчестер Юнайтед | 2022/23          | 7    | 0    | 0     | 0     | 1          | 0          | 2         | 0         | —      | —      | 10    | 0     |
| Манчестер Юнайтед | 2023/24          | 1    | 0    | 0     | 0     | 1          | 0          | 0         | 0         | —      | —      | 2     | 0     |
| Манчестер Юнайтед | Итого            | 35   | 2    | 5     | 0     | 7          | 0          | 15        | 0         | —      | —      | 62    | 2     |
| Эвертон (аренда)  | 2021/22          | 7    | 1    | 0     | 0     | 0          | 0          | —         | —         | —      | —      | 7     | 1     |
| Эвертон (аренда)  | Итого            | 7    | 1    | 0     | 0     | 0          | 0          | —         | —         | —      | —      | 7     | 1     |
| Айнтрахт (аренда) | 2023/24          | 8    | 0    | 0     | 0     | —          | —          | 0         | 0         | —      | —      | 8     | 0     |
| Айнтрахт (аренда) | Итого            | 8    | 0    | 0     | 0     | —          | —          | 0         | 0         | —      | —      | 8     | 0     |
| Всего за карьеру  | Всего за карьеру | 203  | 39   | 16    | 4     | 7          | 0          | 60        | 9         | 1      | 0      | 287   | 52    |

### Матчи ван де Бека за сборную Нидерландов
| Матчи ван де Бека за сборную Нидерландов | Матчи ван де Бека за сборную Нидерландов | Матчи ван де Бека за сборную Нидерландов | Матчи ван де Бека за сборную Нидерландов | Матчи ван де Бека за сборную Нидерландов | Матчи ван де Бека за сборную Нидерландов |
| ---------------------------------------- | ---------------------------------------- | ---------------------------------------- | ---------------------------------------- | ---------------------------------------- | ---------------------------------------- |
| №                                        | Дата                                     | Соперник                                 | Счёт                                     | Голы ван де Бека                         | Соревнование                             |
| 1                                        | 14 ноября 2017                           | Румыния                                  | 3:0                                      | —                                        | Товарищеский матч                        |
| 2                                        | 23 марта 2018                            | Англия                                   | 0:1                                      | —                                        | Товарищеский матч                        |
| 3                                        | 26 марта 2018                            | Португалия                               | 3:0                                      | —                                        | Товарищеский матч                        |
| 4                                        | 31 мая 2018                              | Словакия                                 | 1:1                                      | —                                        | Товарищеский матч                        |
| 5                                        | 16 октября 2018                          | Бельгия                                  | 1:1                                      | —                                        | Товарищеский матч                        |
| 6                                        | 6 июня 2019                              | Англия                                   | 3:1                                      | —                                        | Лига наций УЕФА 2018/2019                |
| 7                                        | 9 июня 2019                              | Португалия                               | 0:1                                      | —                                        | Лига наций УЕФА 2018/2019                |
| 8                                        | 10 октября 2019                          | Северная Ирландия                        | 3:1                                      | —                                        | Чемпионат Европы 2020 (отбор)            |
| 9                                        | 13 октября 2019                          | Беларусь                                 | 2:1                                      | —                                        | Чемпионат Европы 2020 (отбор)            |
| 10                                       | 16 ноября 2019                           | Северная Ирландия                        | 0:0                                      | —                                        | Чемпионат Европы 2020 (отбор)            |
| 11                                       | 4 сентября 2020                          | Польша                                   | 1:0                                      | —                                        | Лига наций УЕФА 2020/2021                |
| 12                                       | 7 сентября 2020                          | Италия                                   | 0:1                                      | —                                        | Лига наций УЕФА 2020/2021                |
| 13                                       | 7 октября 2020                           | Мексика                                  | 0:1                                      | —                                        | Товарищеский матч                        |
| 14                                       | 14 октября 2020                          | Италия                                   | 1:1                                      | 1                                        | Лига наций УЕФА 2020/2021                |
| 15                                       | 11 ноября 2020                           | Испания                                  | 1:1                                      | 1                                        | Товарищеский матч                        |
| 16                                       | 15 ноября 2020                           | Босния и Герцеговина                     | 3:1                                      | —                                        | Лига наций УЕФА 2020/2021                |
| 17                                       | 18 ноября 2020                           | Польша                                   | 2:1                                      | —                                        | Лига наций УЕФА 2020/2021                |
| 18                                       | 27 марта 2021                            | Латвия                                   | 2:0                                      | —                                        | Чемпионат мира 2022 (отбор)              |
| 19                                       | 30 марта 2021                            | Гибралтар                                | 7:0                                      | 1                                        | Чемпионат мира 2022 (отбор)              |

Итого: 19 матчей / 3 гола; 10 побед, 5 ничьих, 4 поражения.

## Достижения

### Командные достижения
«Аякс»
- Чемпион Нидерландов: 2018/19
- Обладатель Кубка Нидерландов: 2018/19
- Обладатель Суперкубка Нидерландов: 2019

Сборная Нидерландов (до 17 лет)
- Финалист Юношеского чемпионата Европы: 2014

Сборная Нидерландов
- Серебряный призёр Лиги наций УЕФА 2019

### Личные достижения
- «Талант года» в «Аяксе»: 2014/15[8]